# Новоцарицынский
Новоцарицынский — хутор в Клетском районе Волгоградской области России, входит в состав Верхнечеренского сельского поселения.

## География

### Улицы
| - пер. Восточный - пер. Тупиковый - ул. Веселая - ул. Заречная - ул. Защитников - ул. Молодежная - ул. Ольховая | - ул. Почтовая - ул. Садовая - ул. Солнечная - ул. Торговая - ул. Цветочная - ул. Шоссейная |

## Население
| 2010 |
| ---- |
| 337  |